# Hienderstock
Hienderstock är ett berg på gränsen mellan kommunerna Guttannen och Innertkirchen i kantonen Bern i Schweiz. Det är beläget i Bernalperna, cirka 70 kilometer sydost om huvudstaden Bern. Toppen på Hienderstock är 3 307 meter över havet.